# VOOsport World 3
VOOsport World 3 (anciennement Be Sport 3) est une chaîne de télévision thématique privée belge à péage consacrée au sport.

## Histoire
En 2012, BeTV lance une troisième chaîne sportive aux côtés de Be Sport 1 et Be Sport 2 : Be Sport 3. 
En 2016, BeTV remanie son offre de chaînes sportives. Be Sport 1, Be Sport 2 et Be Sport 3 deviennent respectivement VOOsport World 1, VOOsport World 2 et VOOsport World 3. L'offre s'agrandit avec les 2 chaînes Eleven et passe de 25 à 14,99 €/mois.

## Organisation

### Capital
La chaîne appartient à 100 % au groupe audiovisuel BeTV. 

## Programmes
Les trois chaînes VOOsport World axent leurs grilles sur la diffusion de sport international ; le sport 100% belge étant réservé à VOOsport. Les chaînes VOOsport World diffusent ainsi les championnats de football anglais, allemand et néerlandais, l'Euroligue de basket-ball, les tournois de tennis ATP World Tour 500 et ATP World Tour Masters 1000, du Golf, le Championnat de France de rugby à XV, les meetings d'athlétisme de la Ligue de Diamant, de la Boxe ainsi que l'émission L'Europe des 11.